# Zahájí
Zahájí település Csehországban, a České Budějovice-i járásban. Zahájí Zliv, Olešník, Hluboká nad Vltavou és Mydlovary településekkel határos. Lakosainak száma 452 fő (2024. január 1.).

## Népesség
A település lakosságának változását az alábbi diagram mutatja:
| Lakosok száma | 293  | 333  | 415  | 424  | 414  | 355  | 460  | 471  | 482  | 452  |
|               | 1869 | 1890 | 1921 | 1950 | 1980 | 2001 | 2017 | 2019 | 2022 | 2024 |